# OR6C4
OR6C4 (англ. Olfactory receptor family 6 subfamily C member 4) – білок, який кодується однойменним геном, розташованим у людей на короткому плечі 12-ї хромосоми. Довжина поліпептидного ланцюга білка становить 309 амінокислот, а молекулярна маса — 35 010.
| 10         |  | 20         |  | 30         |  | 40         |  | 50         |
| ---------- |  | ---------- |  | ---------- |  | ---------- |  | ---------- |
| MKNRTMFGEF |  | ILLGLTNQPE |  | LQVMIFIFLF |  | LTYMLSILGN |  | LTIITLTLLD |
| PHLQTPMYFF |  | LRNFSFLEIS |  | FTSIFIPRFL |  | TSMTTGNKVI |  | SFAGCLTQYF |
| FAIFLGATEF |  | YLLASMSYDR |  | YVAICKPLHY |  | LTIMSSRVCI |  | QLVFCSWLGG |
| FLAILPPIIL |  | MTQVDFCVSN |  | ILNHYYCDYG |  | PLVELACSDT |  | SLLELMVILL |
| AVVTLMVTLV |  | LVTLSYTYII |  | RTILRIPSAQ |  | QRTKAFSTCS |  | SHMIVISLSY |
| GSCMFMYINP |  | SAKEGGAFNK |  | GIAVLITSVT |  | PLLNPFIYTL |  | RNQQVKQAFK |
| DSVKKIVKL  |  |            |  |            |  |            |  |            |

A: Аланін

C: Цистеїн

D: Аспарагінова кислота

E: Глутамінова кислота

F: Фенілаланін

G: Гліцин

H: Гістидин

I: Ізолейцин

K: Лізин

L: Лейцин

M: Метіонін

N: Аспарагін

P: Пролін

Q: Глутамін

R: Аргінін

S: Серин

T: Треонін

V: Валін

W: Триптофан

Кодований геном білок за функціями належить до рецепторів, g-білокспряжених рецепторів, білків внутрішньоклітинного сигналінгу. 
Локалізований у клітинній мембрані, мембрані.